# Gelombang
Gelombang is een bestuurslaag in het regentschap Seluma van de provincie Bengkulu, Indonesië. Gelombang telt 1155 inwoners (volkstelling 2010).